# 65785 Carlafracci
65785 Carlafracci este o planetă minoră (asteroid) din centura de asteroizi. A fost descoperită pe 26 octombrie 1995 la Colleverde⁠(d) de Vincenzo Silvano Casulli⁠(d). 
Obiectul prezintă o orbită caracterizată de o semiaxă mare de 2,678716688871 UAi, o excentricitate de 0,06, o înclinație de 5,3 ° în raport cu ecliptica.